# ハナセンナ

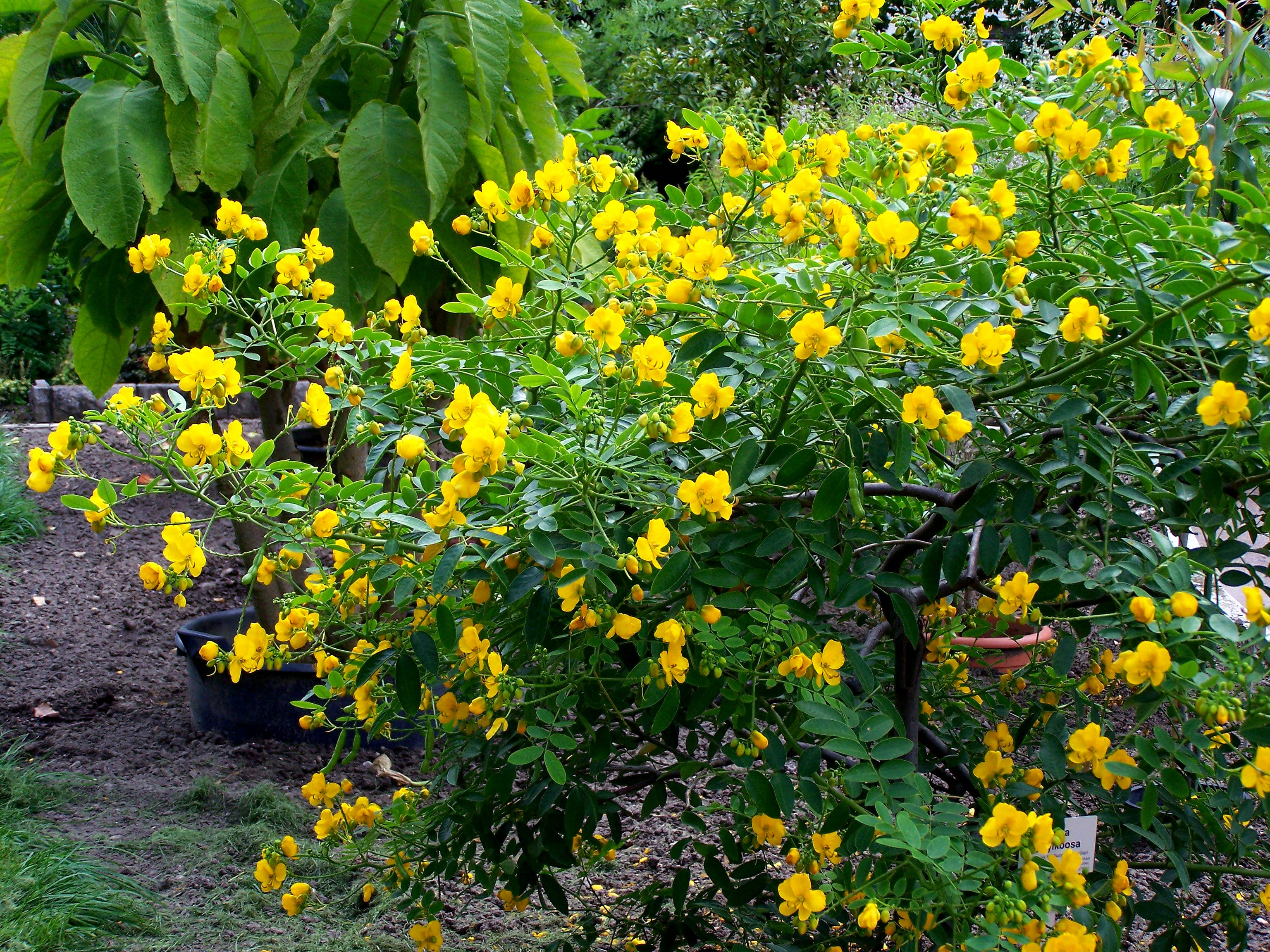
ハナセンナ（ベルリン＝ダーレム植物園）

ハナセンナ（花旃那、学名：Senna corymbosa）はマメ科センナ属の落葉低木。別名：アンデスの乙女。

## 特徴
高さ2–3mになる。花は鮮黄色で葉の付け根や茎の先に咲く。コバノセンナによく似ているが、本種は小葉が細く先端がやや尖ることで区別できる。

## 分布と生育環境、利用
南米（アルゼンチン、ウルグアイ）原産で、日本では暖地の庭園や公園に植栽される。同属他種と比較して耐潮性は弱いが耐寒性を有し、最低気温5–7℃まで耐える。別名の「アンデスの乙女」で苗が流通している。